# Ракке
Ра́кке (эст. Rakke) — бывшая волость в составе уезда Ляэне-Вирумаа, Эстония. Административным центром являлся посёлок Ракке. В ходе административной реформы местных самоуправлений Эстонии 2017 года вошла в состав волости Вяйке-Маарья.

## География
Волость Ракке находилась в восточной части Эстонии, на крайнем юге Ляэне-Вирумаа. Площадь — 226,1 км². Численность населения по состоянию на 1 января 2017 года составляла 1606 человек. 
Помимо посёлка Ракке, волость включала в себя деревни Ао, Эмумяэ, Ламмаскюля, Ласинурме, Лийгвалла, Пийбе, Салла и Таммику. Центр волости находится в 130 километрах к юго-востоку от Таллина и в 32 километрах к северо-западу от Йыгева.

## История
Образована 9 апреля 1992 года. В 2017 году волостной совет волости Ракке не согласился с добровольным объединением с волостью Вяйке-Маарья и оспорил принудительное объединение в Государственном суде Эстонии, но проиграл дело.
Среди достопримечательностей волости следует отметить здания старинной постройки в посёлках Ламмаскюля, Лийгвалла, Пийбе, Салла и Таммику.

## Известные уроженцы
- Бирнбаум, Эрнст Карлович (1894 — 1965) — советский военачальник и воздухоплаватель. В 1933 году в составе экипажа на стратостате «СССР-1»  впервые в мире достиг высоты 18 501 метров. Данный мировой рекорд не был превзойден в течение 25-ти лет.